# Боржава (станція)
Боржа́ва — проміжна залізнична станція 5 класу Ужгородської дирекції Львівської залізниці, розташована у селі Боржава Берегівського району Закарпатської області.
Розташована на лінії Батьово — Солотвино І, між станціями Берегове (9 км) та Виноградів-Закарпатський (25 км).
Західніше станції розташована база запасу «Боржава».

## Історія
Станцію було відкрито 1872 року у складі залізниці Батьово — Мармарош-Сигіт (Румунія).
На станції здійснюють зупинку приміські потяги до станцій Солотвино І, Хуст, Дяково, Королево, Батьово, Ужгород тощо.
Із 2017 року вводиться також зупинка поїзда Київ — Солотвино.